# ویکتور هامبارتسومیان
ویکتور هامبارتسومیان (به ارمنی: Վիկտոր Համբարձումյան) (زاده ۱۸ سپتامبر ۱۹۰۸ - درگذشته ۱۲ اوت ۱۹۹۶) از دانشمندان ارمنستان شوروی بود. او یکی از بنیان‌گذاران اخترفیزیک نظری به‌شمار می‌آید.
او در زمینه فیزیک ستاره‌ها و سحابی‌ها، اخترشناسی ستاره‌ای، پویایی‌شناسی سامانه‌های ستاره‌ای، و کیهان‌زایی ستاره‌ها و کهکشان‌ها پژوهش می‌کرد.
هامبارتسومیان رصدخانه اخترفیزیک بیوراکان را در سال ۱۹۴۶ بنیانگذاری نمود. He was the second and longest-serving president of the
از تاریخ ۱۹۷۹ تا تاریخ ۱۹۸۴ سمت نمایندگی دوره دهم شورای عالی اتحاد شوروی را برعهده داشت.

## زندگی
هامبارتسومیان به سالِ ۱۹۰۸ میلادی در تفلیس (تبیلیسی) در یک خانواده ارمنی به دنیا آمد. پدر وی لغت‌شناس و نویسنده هامازاسپ هامبارتسومیان، مترجم ایلیاد هومر به زبان ارمنی بود.
هامبارتسومیان در سال ۱۹۲۴ در بخش فیزیک - ریاضی در مؤسسه دولتی آموزش و پرورش لنینگراد مشغول به تحصیل شد. فرزند وی «روبن هامبارتسومیان» یا «روبن آمبارتسومیان» ریاضی‌دان (گرایش نظریه احتمال و فرایندهای تصادفی) مشهور ارمنستان می‌باشد.

## فعالیت‌های علمی

### ماهیت فیزیکی لایه‌های ستاره‌ای و سحابی‌های گازی
در سال ۱۹۳۲ ام‌ان‌رس (اطلاعیه‌های ماهانهٔ اخترشناسیِ انجمن سلطنتی)  مقاله‌ای از هامبارتسومیان؛ «در مورد تعادل شعاعی یک سحابی سیاره‌ای»؛ که امروز به عنوان سنگ بنای نظریهٔ مدرن سحابی‌های گازی شناخته می‌شود، منتشر شد. در یک سری از مقاله‌های پژوهشی، این موضوع را هامبارتسومیان گسترش بیشتری داد. در یکی از این مقاله‌ها هامبارتسومیان (همراه با نیکلای کوزیرف) برای نخستین‌بار موفق به ارزیابی و تخمین مقدار لایه‌های گاز فوران شده توسط نواخترها شد. روش‌هایی که توسط هامبارتسومیان توسعه داده شدند در بررسی لایه‌های گازی ستارگان غیر ثابت مورد استفاده قرار گرفت. اهمیت روش تخمین مقدارها در پیدا کردن پاسخ به مشکلات تکامل ستارگان، آشکار شدند. در واقع، آن‌ها منجر به شناسایی علائم دگرگونی‌های قابل پیش‌بینی، در زندگی یک ستاره شدند. هامبارتسومیان پایه و اساس تئوری خمپاره ستاره (ستارهٔ خمپاره نوری مانند) و سحابی سیاره‌نما و توضیح بسیاری از ویژگی‌های طیف آن‌ها را بنا کرد.

### پویایی و مکانیک آماری سیستم‌های ستاره‌ای
در سال ۱۹۳۶، هامبارتسومیان یک راه حل جالبی برای یک مشکل ریاضی که توسط دانشمند بریتانیایی آرتور ادینگتون مطرح شده‌بود؛ تعیین توزیع سرعت فضایی ستارگان براساس توزیع سرعت شعاعی آن‌ها، ارائه داد. این راه حل با پیشنهاد خود آرتور ادینگتون در «اطلاعیه‌های ماهانه» منتشر شد. در نهایت در سال ۱۹۷۹ همان مبحث ریاضی با جایزه نوبل پزشکی «برای توسعه توموگرافی کامپیوتری» در نهایت رقم خورد. تحقیق انجام شده توسط هامبارتسومیان در آمار و پویایی سیستم‌های ستاره‌ای، پایه‌های مکانیک آماری سیستم ستارهای را به وجود آورد. هامبارتسومیان در سال ۱۹۹۵ با جایزه ایالت فدراسیون روسیه جایزهٔ ویژه‌ای را از آن خود کرد.
در سال ۱۹۳۵–۱۹۳۵ هامبارتسومیان با جیمز جینز، دانشمند بریتانیایی، در بارهٔ طول سن کهکشان راه شیری، در بحث و گفتگو قرار گرفت و ثابت کرد که کهکشان راه شیری حداقل ۱۰۰۰ بار جوانتر از برآورد جینز است.

### ماهیت ماده بین ستاره‌ای و نظریهٔ نوسانات
مجموعه‌ای از مقاله‌های هامبارتسومیان به تحقیق در مورد ماده درون ستاره در کهکشان اختصاص داده شده‌اند. در این بارههامبارتسومیان مفهوم کاملاً تازه‌ای را ارائه می‌دهد؛ که جذب نور در کهکشان ناشی از وجود رقم بی‌شماری سحابی گرد و غباری یا ابرهای «جذب کننده» در فضای بین ستاره‌ای است. بر پایهٔ این مفهوم ساختاری (پر و خالی) بودن لکه‌های مادهٔ جاذب بین ستاره‌ای، نظریهٔ نوسانات توسعه یافت که خود به بخش تازه‌ای در اخترشناسی تبدیل شد.

### نظریهٔ واپخشی نور در محیط کدر (غیر شفاف)
در طول جنگ جهانی دوم، هامبارتسومیان تئوری جدیدی از نظریهٔ واپخشی نور در رسانه‌های کدر ارائه داد، که بر پایهٔ نوعی تصریف اختراعی خود او استوار بود. هامبارتسومیان با استفاده از این ابزار ریاضی تعدادی از مشکلات غیر خطی واپخشی نور را حل کرد. این اصول انحرافی با تغییرات مختلفی که در آن داده شده در حال حاضر به‌طور گسترده‌ای؛ از جمله برای حل مشکلات بسیار پیچیده در اخترفیزیک، فیزیک ریاضی و نظری، الکترونیک، ژئوفیزیک، فیزیک اتمسفر و دیگر زمینه‌های علم مورد استفاده قرار می‌گیرد. این مشکلات و دستگاه‌های ریاضی مرتبط با آن به‌طور مداوم پیچیده‌تر می‌شود، اما مبنا همان اصل «invariance» هامبارتسومیان است. در کتاب خود؛ (Invariant Imbedding)، ریچارد بلمن، رابرت ای کالابا و ام سی پرستروود می‌نویسند: «در نتیجهٔ این کار پیشگامانه، روش‌های کاربردی جدید تحلیلی در دسترس قرار گرفت و راه‌حل‌های محاسباتی را ساده‌تر کرد. این ایده‌ها توسط سوبرامانیان چاندراسخار در سال ۱۹۵۰ در کتابش و در یک سری مقالات اساسی توسعه یافت و گسترده‌تر شد؛ که با نبودن این‌ها بسیاری از مشکلات غیرقابل حل پنهان می‌ماندند، و پیشرفت‌های بزرگی حاصل شد.»
هامبارتسومیان، خود، به تئوری پایداری توجه ویژه داشت و همیشه آن را یکی از موفق‌ترین و دوست‌داشتنی‌ترین ساختهٔ خود می‌دانست. در سال ۱۹۴۶ هامبارتسومیان برای ایجاد نظریهٔ نظریهٔ واپخشی نور در محیط کدر (غیر شفاف)، نخستین جایزه استالین خود را دریافت کرد.

### انجمن‌های ستاره‌ای، همبستگی‌های تکاملی و تکامل ستارگان

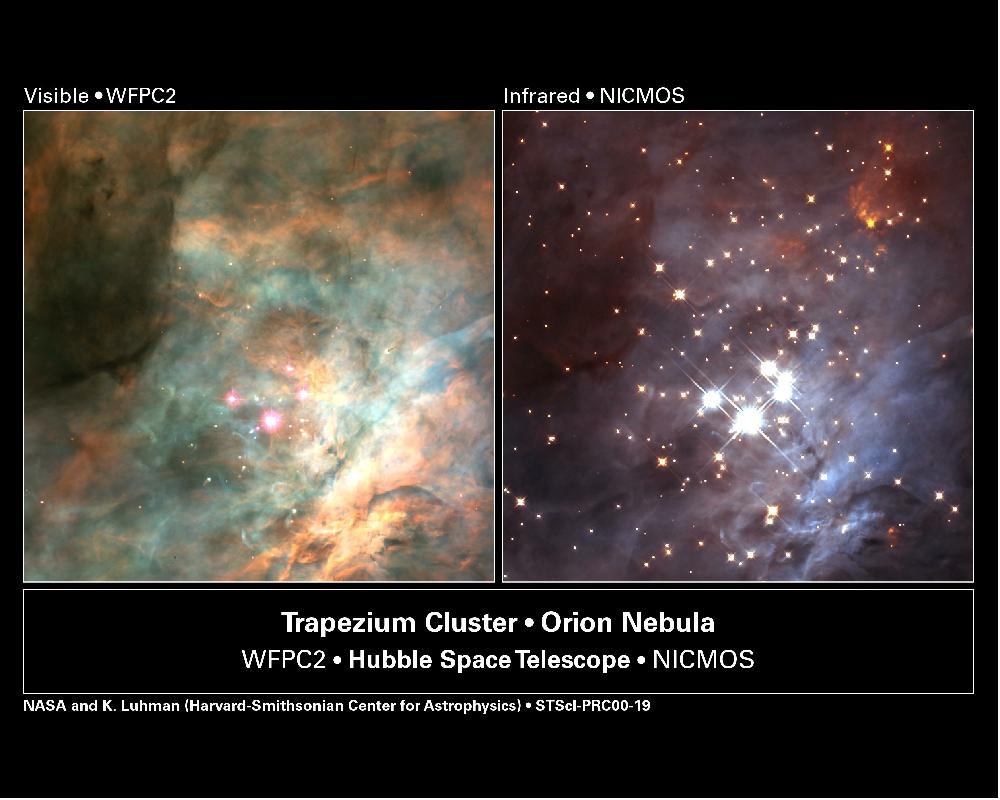
انجمن ستاره‌ای

تحلیل نظری هامبارتسومیان که بر اساس موارد مشهود در سیستم‌های ستاره‌ای در کهکشان ما نتیجه‌گیری شده‌بود، منجر به پیدایی مدل تازه‌ای از سیستم‌های ستاره‌ای شد. این سیستم‌های در حال گسترش و با انرژی مثبتی که او آن را ناشی از «انجمن‌های ستاره‌ای» می‌نامید، و این گردهم‌آیی را نشان این که آن‌ها دوران نسبتاً جوانی خود را می‌گذرانند می‌دانست. این تحلیل یک بنای انقلابی در کیهان‌شناسی ستاره‌ای بود، زیرا این بدان معناست که روند شکل‌گیری ستاره در کهکشان حتی امروز نیز ادامه دارد و ستارگان در گروه‌ها متولد می‌شوند. در سال ۱۹۵۰ به‌خاطر این کشف و تحقیق در مورد نوع جدید سیستم‌های ستاره‌ای، دومین جایزهٔ استالین به او اهدا شد.
با این حال «مفهوم همبستگی ستاره‌ای» بلافاصله از سوی جامعهٔ اخترشناسی پذیرفته نشد. سال‌ها بعد، سوبرامانیان چاندراسخار نوشت: «من شک و تردید اولیه نسبت به این کشف توسط جامعهٔ اخترشناسان را به خاطر می‌آورم؛ هنگامی که من برای اولین بار گزارشی از نوشتهٔ (هامبارتسومیان) را در کنفرانس رصدخانه یرکیز در اواخر ۱۹۵۰ ارائه دادم.»
مشاهدات گسترش (همان‌گونه که هامبارتسومیان پیش‌بینی کرد) در برخی از انجمن‌ها، به عنوان مثال: گزارش شده است. توسط A. Blaauw برای Perseus II، همبستگی عقرب - قنطورس و غیره گزارش شده است.

### اخترشناسی فراکهکشانی
هامبارتسومیان بخش بزرگی از بررسی‌های خود را وقف بررسی تکامل کهکشان‌ها کرده و به آن اختصاص داده است - سیستم‌های ستاره‌ای سترگی مانند کهکشان خودمان. او نگارندهٔ مفهوم جدید «فعالیت هسته‌های کهکشانی»؛ (هسته‌ها، چگالشهای مرکزی)، همان که می‌تواند (باید) نقش تعیین‌کننده‌ای در پیدایش و تکامل کهکشان‌ها و سیستم‌های آن‌ها داشته‌باشد. در سایهٔ توجه به این دیدگاه، مطالعهٔ پدیده‌های بزرگِ غیر ثابت در مقیاس گسترده؛ که در کهکشان‌ها مشاهده می‌شود، موضوع اصلی اخترشناسی فراکهکشانی شد. یک تحقیق مهم هامبارتسومیان و پیروانش بیرون زدن‌های آبی رنگی که از هسته‌های کهکشان‌های غول‌پیکر، سیستم‌های کهکشانی نوع جدید، کهکشان‌های به اصطلاح فشرده و غیره، اختصاص داده شده است. اولین سخنرانی هامبارتسومیان در کنفرانس سلوی، که در سال ۱۹۵۸ در مورد انفجار هستهٔ کهکشان‌ها ایراد شد، بسیار زمینه‌گشا بوده است. آن سخنرانی؛ باوجود انتقادها، پیشرفتی را که با آن آغاز شد توسط جرزی نیمن در مقاله خود: "یادآور دوره‌های انقلاب در کیهان‌شناسی" توصیف شده است. همان‌گونه که نیمن یادآوری کرد، علی‌رغم شک و تردید اولیه، "استدلال‌های هامبارتسومیان و مستندات چند جانبه باعث شد تا دانشمندان کنونی در این زمینه فکر کنند و چندین تحول مهم بین‌المللی در پی آن رخ داد …" نیمن نتیجه می‌گیرد: "شواهد به نفع فرضیهٔ هامبارتسومیان اکنون پررنگ است. تبریک می‌گویم پروفسور هامبارتسومیان، انقلابی کپرنیکی …! "

## جایزه ویکتور هامبارتسومیان
جایزه ویکتور هامبارتسومیان Վիկտոր Համբարձումյան Victor Ambartsumian که همه ساله به دانشمندان و پژوهشگران در حوزه‌های اخترشناسی و اخترفیزیک اهدا می‌شود یکی از مهم‌ترین جوایز بین‌المللی علمی در کشور ارمنستان است. جایزه به افتخار ویکتور آمبارتسومیان نامگذاری شده است. این دانشمند ارمنی که متولد شهر تفلیس بود بنیان‌گذار مؤسسه علوم ارمنستان است که رصدخانه بیوراکان یا بوراکان بخشی از آن می‌باشد. بنیاد این جایزه با حمایت رئیس‌جمهور ارمنستان ایجاد گردید و نخستین جایزه در سال ۲۰۱۰ اهداء گردید. مبلغ آن ۵۰۰ هزار دلار آمریکا است و حداکثر سه نامزد برنده می‌شوند. اگر بیش از یکنفر برنده اعلام شود مبلغ جایزه بین آنها تقسیم می‌گردد.
ADVERTISING

## کتابشناسی
- Theoretical Astrophysics. Translated from the Russian ("Teoreticheskaya astrofizika", مسکو، ۱۹۵۲) اثر J.B. Sykes, نیویورک: Pergamon Press, 1958; Theoretische Astrophysik. برلین: Deutscher Verlag der Wissenschaften, ۱۹۵۷.
- A Life in Astrophysics: Selected Papers of Viktor Ambartsumian, edited by Rouben V. Ambartsumian, نیویورک: Allerton Press, ۱۹۹۸.
- Научные труды в трех томах [Research Works in Three Volumes]. ایروان: فرهنگستان ملی علوم ارمنستان، ۱۹۶۰–۱۹۸۸.
- Эпизоды жизни [Episodes of Life]. ایروان: فرهنگستان ملی علوم ارمنستان، ۲۰۰۰.
- Die Sternassoziationen und die Entstehung der Sterne. Akademie-Verlag, برلین، ۱۹۵۱.
- Philosophische Probleme der modernen Kosmologie. برلین: Deutscher Verlag der Wissenschaften, ۱۹۶۵.
- Probleme der modernen Kosmogonie. برلین: Akademie-Verlag, ۱۹۸۰.
- Struktur und Formen der Materie, dialektischer Materialismus und moderne Naturwissenschaft. برلین: Deutscher Verlag der Wissenschaften, ۱۹۶۹.

## نگارخانه

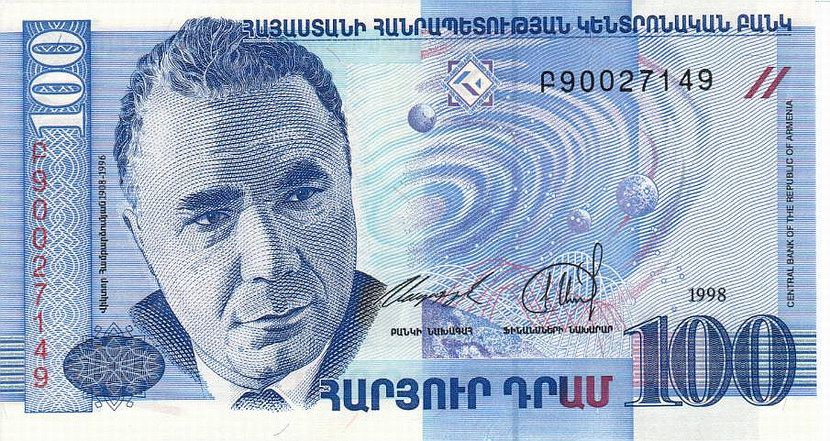
تصویر هامبارتسومیان اسکناس ۱۰۰ درام جمهوری ارمنستان
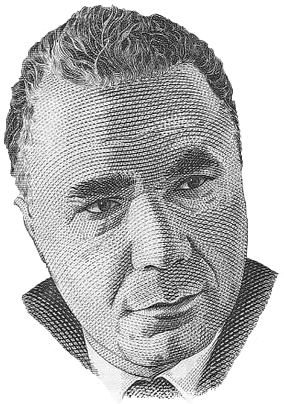